# Дмитриевский (Рязанская область)
Дмитриевский — посёлок Жмуровского сельского поселения Михайловского района Рязанской области.

## География
Посёлок расположен на реке Улыбыш близ границы с Тульской областью в 10 км на запад от центра поселения села Жмурово и в 40 км на юго-запад от райцентра города Михайлов.

## История
В 1776 году полковником Дмитрием Измайловым в селе Дмитриевском была построена деревянная церковь в честь св. мученика Димитрия мироточивого. Церковь существовала до 1858 года, когда в июле она сгорела от удара молнии.
В XIX — начале XX века погост Дмитриевский входил в состав Лужковской волости Михайловского уезда Рязанской губернии.
С 1929 года посёлок Дмитриевский входил в состав Собакинского сельсовета Горловского района Тульского округа Московской области, с 1935 года — в составе Чапаевского района, с 1937 года — в составе Рязанской области, с 1959 года — в составе Михайловского района, с 2005 года — в составе Жмуровского сельского поселения.

## Население
| 1859 | 1906 | 2010 |
| ---- | ---- | ---- |
| 14   | ↘2   | ↘0   |